# Girls Talk Boys
«Girls Talk Boys» es una canción de la banda de pop rock australiana 5 Seconds of Summer, que forma parte de la banda sonora de la película estadounidense de comedia sobrenatural Ghostbusters (2016). La canción fue escrita por John Ryan, Teddy Geiger, Ammar Malik, junto con Ricky Reed, quién también manejó su producción. «Girls Talk Boys» fue publicada el 15 de julio de 2016 y logró ingresar en listas de múltiples países, obteniendo el puesto 21 en Australia, 6 en Escocia, y 28 en Reino Unido.

## Composición
La canción está escrita en tonalidad Mi menor con un tempo común de 120 latidos por minuto. La melodía gira de notas D4 a D6 en la canción.

## Videoclip musical
El video musical fue publicado el 22 de julio de 2016 y presenta escenas de la película Ghostbusters. El vídeo muestra a los miembros de banda vestidos en versiones más baratas de los trajes de la película. Un coche viejo y algunos elementos que aparecen en la película también fueron utilizados en el videoclip. A marzo de 2021, el videoclip ya posee más de 22 millones de reproducciones.

## Pistas
- Descarga digital

1. «Girls Talk Boys» – 3:36

- Descarga digital[8]

1. «Girls Talk Boys» (Stafford Brothers Remix) – 4:07

## Créditos
- Luke Hemmings – voz
- Michael Clifford – voz, guitarra
- Calum Hood – voz, bajo
- Ashton Irwin – batería, voz
- Ricky Reed – producción, bajo, guitarra, programación
- John Ryan – voz, bajo
- Teddy Geiger – coros
- Ammar Malik – coros
- Ethan Shumaker – ingeniero
- Mark Winterburn – ingeniero
- John Delf – ingeniero
- Manny Marroquin – producción
- Chris Galland – asistente, ingeniero de producción
- Ike Schultz – asistente, ingeniero de producción
- Chris Gehringer – masterizador

Fuente:

## Posiciones en listas
| Lista (2016)                                  | Mejor posición |
| --------------------------------------------- | -------------- |
| Alemania (Offizielle Deutsche Charts)         | 80             |
| Australia (ARIA)                              | 21             |
| Austria (Ö3 Austria Top 40)                   | 36             |
| Bélgica (Flandes) (Ultratip Bubbling Under)   | 34             |
| Canadá (Canadian Hot 100)                     | 87             |
| Escocia (Scottish Singles Sales Chart)        | 6              |
| Eslovaquia (Rádio Top 100)                    | 93             |
| España (Top 100 Canciones)                    | 23             |
| Estados Unidos (Billboard Hot 100)            | 68             |
| Francia (SNEP)                                | 35             |
| Hungría (Single Top 40)                       | 13             |
| Irlanda (IRMA)                                | 39             |
| Israel (Media Forest)                         | 4              |
| Italia (FIMI)                                 | 54             |
| Japón (Japan Hot 100)                         | 47             |
| México Airplay (Cartelera)                    | 45             |
| Nueva Zelanda Heatseekers (Música Grabada NZ) | 1              |
| Países Bajos (Mega Single Top 100)            | 81             |
| Portugal (AFP)                                | 50             |
| Reino Unido (UK Singles Chart)                | 28             |
| República Checa (Rádio Top 100)               | 62             |
| Singapur (RIAS)                               | 25             |
| Suiza (Schweizer Hitparade)                   | 68             |

## Historial de lanzamiento
| Región | Fecha               | Formato          | Discográfica |
| ------ | ------------------- | ---------------- | ------------ |
| Varios | 17 de julio de 2016 | Descarga digital | Capitol      |